# Майолика
Майоликата (на италиански: maiolica) е разновидност на керамиката.
Произвежда се от естествено оцветена лекотопима глина. Изделията се декорират с калаена глазура. От майолика се изработват както съдове, така и монументални скулптурни изображения.
Изработката на майолика е съществувала от преди няколко хилядолетия в Египет, Вавилон и други страни на Древния Изток. През Средновековието тази техника прониква от страните от Средна, Централна и Предна Азия в Европа. В Италия майоликата попада от мавританска Испания през остров Майорка, от името на който дошло и названието майолика. Техниката се разпространила в Италия през XV век и достигнала своя разцвет през XVII век.
Италианската майолика се различава според града, където е направена. Най-важните градове в това отношение са Венеция и Урбино.
Изделията от майолика се изпичат преди глазирането им при температура 950о C, а след глазирането им при 1000 – 1100 о C. По своите свойства майоликата е подобна на фаянса.
- През 2003 г. британски музей е платил 400 000 долара за чиния от майолика от XVI век, дело на художника Франческо Урбино – един от най-добрите ренесансови творци на Италия, работили върху керамика.[2]

## Галерия
- Синьобяла ваза, Флоренция, 1430. Лувър
- Фаенца, 1510 – 30 (Художествен музей Уолтърс)
- Фаенца, 1520 -47 (Художествен музей Уолтърс)
- Майолика чинии.
- Сводът на главния вход на Санктпетербургската джамия. Майоликата е под формата на мукарни.
- Модерни плочки от Дерута.
- Модерна чиния от Калтаджироне, Сицилия.
- Модерна ваза от Сицилия.
- Съвременна чиния от Фаенца в стил традиционно японско изкуство.